# سیلوی برنیه
سیلوی برنیه (انگلیسی: Sylvie Bernier؛ زادهٔ ۳۱ ژانویهٔ ۱۹۶۴) شیرجه‌رو اهل کانادا بود.